# Zwart-gele besseneter
De zwart-gele besseneter (Carpornis cucullata) is een zangvogel uit de familie der cotinga's (Cotingidae).

## Verspreiding en leefgebied
Deze vogel is endemisch in Brazilië, waar hij voorkomt van Espírito Santo tot Rio Grande do Sul.

## Status
De grootte van de populatie is niet gekwantificeerd maar de soort wordt omschreven als schaars. Op de Rode lijst van de IUCN heeft deze soort de status niet bedreigd.